# 峨眉山市
峨眉山市（がびざん-し）は中華人民共和国四川省にある県級市。省直轄であるが現在のところ楽山市が代わりに管轄している。市人民政府は勝利街道にある。市内にある峨眉山はユネスコ世界遺産に登録されている。

## 行政区画
- 街道:勝利街道、峨山街道
- 鎮:綏山鎮、高橋鎮、羅目鎮、九里鎮、竜池鎮、符渓鎮、双福鎮、桂花橋鎮、大為鎮、黄湾鎮
- 郷:竜門郷

## 交通

### 鉄道
- 中国鉄路総公司
  - 中国鉄路成都局集団公司
    - 成貴旅客専用線 峨眉山支線（成都方面）- 峨眉駅 - 峨眉山駅

  - 成昆線

（成都方面）- 双福駅 - 峨眉駅 - 燕崗駅 - 九里駅-（市外通過）- 楊漩駅 -（昆明方面）

## 健康・医療・衛生
- 峨眉山市人民医院
- 峨眉山市中医医院